# 中共顺直省委
中共顺直省委是1927年6月中旬至1930年12月底中国共产党在顺天府、直隶省等北方地区的省级地方组织机构。沿革为现今中共河北省委。

## 历史
1927年继四一二事变在上海江苏浙江的清党后，占据北京的张作霖于4月28日绞死了中共北方区委负责人李大钊等20名共党。这使中共北方地区失去了领导机构。1927年4月27日至5月9日中国共产党第五次全国代表大会在武汉召开。大会批判了陈独秀、彭述之的右倾机会主义路线。1927年5月19日，中共中央常委会决定在北方建立顺直省委，负责奉系军阀控制下的京兆地方（顺天府）、直隶省、热河特别区、察哈尔特别区及冯玉祥控制的绥远特别区。彭述之被派到北方筹备顺直省委。蔡和森代表中央视察北方区的工作。
1927年6月中旬，中共顺直临时省委在天津成立，五届候补中委、北京地委书记刘伯庄暂代书记，机关驻山西路耀华里2号（今耀华中学）。至6月底已经与各地下级组织恢复关系。当时受大革命影响，各地农会势力大涨。1927年8月1日，到天津的省委书记彭述之（四届、五届中委）正式成立顺直省委，刘伯庄改任省委组织部主任。八七会议后，8月10日中央常委会决定刘伯庄任书记，彭述之改任宣传部长。9月，中共中央决定在北京新成立中共中央北方局，政治局委员、北方局书记王荷波“全权负责”解决顺直问题，北方局秘书长蔡和森。1927年9月22日在天津日租界松岛街神户里(哈密道四箴南里21号)召开顺直省委扩大会议(后称改组会议)，撤换了彭述之书记职务改任省委宣传部长，工人出身四届候补中委朱锦堂出任书记，选举产生了包括6名工农分子和7名知识分子组成的新省委领导机构，于方舟任组织部部长，王仲一负责工运，杨春霖负责农运。。史称“第一次改组”。省委决定趁晋奉战争爆发，在北方发动暴动，10月16日制定了《北方暴动计划》。10月中旬至11月上旬，在玉田县发动大规模农民暴动，组织了“京东人民革命军”，坚持半月失败，省委常委于方舟、杨春霖被捕处死。同时，北京市的组织遭大破坏，政治局委员、北方局书记王荷波等27人被杀。省委所属党员由8月间的2600人减少到年底的1200人。
1927年11月9日至10日，中共中央在上海招开临时政治局扩大会议，推行瞿秋白的路线，决定在全国实行武装暴动，撤销北方局，由顺直省委执行北方局职责，政治局常委蔡和森以中央巡视员身份指导北方党的工作。蔡和森1927年12月中旬到天津，在巡视中发现省委因组织被破坏和玉田暴动失败而异常消极，一些党员对省委不满。1928年1月中旬蔡和森主持召开省委改组会议，通过《顺直省委关于党内问题决议》，建议开除彭述之的党籍，由工人出身的王藻文代替朱锦堂出任省委书记，组织部长王仲一，史称“第二次改组”，过分强调干部工人化，省委12名委员中工人占8名。这次会议出现极端民主化、经济主义和工学界限等问题，为“顺直问题”播下种子。
1928年1月至6、7月间，党内长期存在“顺直问题”。中国国民党清党后，先后统治平津地区的奉系、晋系军阀的社会治理不够严密，没有在基层有力地执行清党。没有像南方党组织那样经历残酷的清党，对党员、革命积极分子甚至进步群众的屠杀政策，也没有成功搞起暴动与武装斗争的血火考验。顺直党内长期存在个人意气之争和派别纠纷、互相猜疑攻击；大革命高潮时入党的新党员没有经过教育和训练，泛滥小资产意识，怀疑党的策略转变几乎每次斗争都要做暴动的布置以未不如此就是机会主义，对党的政策采取自由主义态度，有的搞极端民主化对上级党的决议任意不执行，有的不愿过艰苦斗争生活以雇佣观点对待党的工作闹“经济主义”，有些党组织要求平分党的经费，有的对前途悲观失望心灰意冷消极工作，等等。“顺直问题”由此产生，纠纷不断、愈演愈烈，中央反复派遣特派员、改组省委，长期难以解决的棘手问题。
1928年3月，保（定）南的一些党员组织保南省委，不接受顺直省委领导。1928年3月下旬，中央委员、全国总工会特派员刘少奇到顺直指导工作。1928年4月，二次北伐接近直隶省，省委决定举行总暴动夺取政权，遭到中央批评，加深了地方党组织对省委的不信任。1928年6月，二次北伐胜利，南京国民政府把直隶省改为河北省，省会设在天津。一些党员认为国民革命成功了，于是脱离组织转而参加国民党。1928年7月22日至23日，“中央处理顺直问题特派员机构”的陈潭秋、刘少奇、韩连会3名中央委员在天津召开顺直省委扩大会议，推举津浦铁路工人韩连会为省委书记，重新登记党员，对韩麟符撤销内蒙古特委书记职务留党察看六个月。史称“第三次改组”或“七月改组”。中共六大选出的新中央听取了留守中央与刘少奇、陈潭秋的顺直问题汇报，认为这是当时全党工作中“顺直问题是中央开始工作之第一个最严重的问题，这个问题发生于党在非常涣散的时候，这个问题不能很快的得着正确的解决，不独北方工作不能发展，并且全党涣散的精神都不能转变。”1928年10月4日李立三、向忠发召开政治局会议，采取“惩办主义”，决定撤销了蔡和森、王藻文、王仲一等的职务，维持顺直省委对韩麟符的处理，仍派刘少奇去天津指导顺直工作。1928年10月刘少奇由上海返回天津，顺直党内又发生严重问题：
- 韩麟符问题，一部分干部党员认为处分过重，反对省委决定；
- 王藻文问题，王对处分不满，勾连一部分同情者投敌叛党；
- 京东问题，唐山、乐亭、玉田、遵化等一部分组织负责人认为“七月改组”不合组织规定，不承认新省委，组成“京东护党请愿团”到中央控告。

10月28日，陈潭秋、刘少奇、韩连会以中央特派员的身份联合发出通告，“顺直党内完全被小资产阶级意识所支配”，宣布停止顺直省委职权，停止京东各党组织，由三人以“潭少连”（即陈潭秋、刘少奇、韩连会三人名字各取中间一字的合称）名义直接指导和代行省委工作，组织部和宣传部亦不存在，机关里只有一个秘书处，下设办公室和油印科等办事机构。领导分工是：韩连会为书记，刘少奇管组织，陈潭秋管宣传，詹大权负责秘书处。1928年11月9日、11月17日两次召开政治局常委会讨论顺直问题，实际起核心作用的政治局常委会秘书长兼中组部长周恩来反对采取“惩办主义”和“两条路线斗争”的主张，并指出“顺直残留的斗争直到现在，主要的是缺少了政治指导”。11月17日政治局常委会发表《中央致顺直省委并转全体同志信》，不同意停止省委职权的做法，一切党内纠纷均由全省党员代表大会解决，大会召开之前禁止一切党内纠纷的讨论，派政治局常委、秘书长、中组部部长周恩来巡视解决顺直问题。1928年12月10日，周恩来到天津，召开省委常委会传达中央处理意见，接访各组织负责人，在充分调查研究弄清实际情况基础上，坚持从思想教育入手，开展切合实际又充分说理的批评，引导党员向前看在积极工作的出路中改正自己改造组织，亲自起草大会政治报告（主要内容发表在《出路》第二期署名“伍豪”的《改造顺直党的过程中的几个问题的回答》）。针对顺直问题，创办省委党刊《出路》，意即北方党的出路（至1929年8月31日停刊出了13期）。1928年12月底，在法租界张庄大桥附近大吉里(现天津国际商场附近)的两排平房里，周恩来召开北方地区党的代表会议（顺直省委扩大会议），参加会议43人，主要是周恩来做政治报告，会议通过了一些列决议案，选举产生了省委、省革命军事委员会、职工运动委员会、农民运动委员会、妇女运动委员会。韩连会为省委书记，陈潭秋、张金刃、王灼（王德振）、郝清玉为省委常委，陈潭秋任宣传部长，张金刃任组织部长、郭宗鉴为省委秘书长。1929年1月15日周恩来向中央政治局会议汇报：“这次去后，大家接受了中央意见。”“这次仅是作了一个初步的教育。大家都以为不能闹了。一般同志现有一个兴奋。能否找到出路，要看他们按照决议去工作。”中央决定调一批干部到顺直工作，包括毛泽民（党中央出版部经理）、薄一波、胡锡奎、张友渔等，彭真留下工作。1929年6月召开的中共六届二中全会对周恩来此次解决顺直问题的评价：

“在顺直党的历史上，已经酝酿着很复杂的纠纷，到了六次大会的前后更广大的爆发起来，使顺直党成为破碎零离的现象。中央经过极大的努力，派人巡视召集几次顺直的会议，特别与这一错误的倾向奋斗，最后得到了顺直全党的拥护，才把顺直的党挽救过来。”“现在的顺直党，已经较以前为进步”，“党的生活向着发展工作的路线上前进”。

1929年上半年，顺直省委下属天津、北平、唐山、张家口、石家庄3个中心市委，沧州、保定、邢台3各中心县委。1929年5月建立太原市委。1929年5月31日，政治局候补委员、淄博工人出身的卢福坦任省委书记，韩连会改任省委候补书记。1929年6月卢福坦刚到天津，原省委书记王藻文、原常委现省委委员李德贵因经费大闹省委机关扬言不给钱就去告发。省委派遣锄奸队长郭宗鉴除掉王藻文、李德贵等人，但王藻文老婆逃脱后告发，导致省委被破坏，卢福坦、郭宗鉴、彭真、叶玉文、詹大权、刘秀峰、金城等一大批省委干部被捕。中央指定省委组织部长张金刃、李子芳(刘秀峰)、吴雨铭为临时省委常委，张金刃代理书记。
1929年6月28日中共六届二中全会就北方职工问题给顺直省委发出指示信，要求铁路工人运动推动天津、唐山、北平的产业工人斗争。1929年7月，山东烟台特支转隶顺直顺直省委。1929年8月1日至9月4日，顺直省委在天津召开扩大会议，传达中央指示，选举张金刃为书记，李子芳(刘秀峰)、吴雨铭、郝清玉、刘玉田为常委。1929年秋冬北方新军阀冲突加剧，到10月，顺直省委领导4个市委、11个县委、11个临时县委、20个特支，总共1513名党员。1930年4月，党员2834名。1929年底，北平市委下面只有南口、长辛店两个区委，城区没有区委，市委直接领导：北京大学、燕京大学、女师大、男师大、政法大学、汇文中学、中法大学、黄土岗、人力车夫、印刷厂工人支部，全市有党员100多人。
1930年1月15日，中央致信省委要求执行“立三路线”，任命贺昌为省委书记（4月到任），聂荣臻任省委常委兼组织部长，陈复（化名陈志文）任省委常委兼宣传部长。聂荣臻驻日租界马场道丰云路15号。又派政治局候补委员、中央军委书记关向应以中央特派员身份到顺直策动京东暴动，建立红二十九军。《聂荣臻回忆录》写：中共顺直“新省委由贺昌同志任书记，我任组织部长，陈复同志任宣传部长……陈复同志是国民党元老、著名改组派人物陈树人的儿子。这个同志年轻，很活跃，有能力，经过莫斯科中山大学学习回来。我离开天津时，他住进了我住过的房子，不久被捕。”“后来听说陈复在狱中受到敌人‘插指甲’的酷刑，手指被插得鲜血淋漓，疼痛钻心，但他咬紧牙关，始终不开口，坚守党的机密，使敌人无计可施。岂料陈复由父亲陈树人敦请民国要人、故交罗文干设法将之保释出来后返回广州，又在中共广州市委宣传部长的任上再次被捕并牺牲了。”
1930年8月3日，中央成立北方局，由顺直省委书记贺昌任北方局书记兼军委书记，建立以贺昌为书记的北方局总行动委员会，发动武装总暴动，进攻中心城市。1930年9月下旬，中共六届三中全会批评了立三路线。1930年12月24日，中央决定取消北方局，顺直省委改为河北省委，领导顺直、晋、陕、甘、豫北党的工作。